# Poule pondeuse

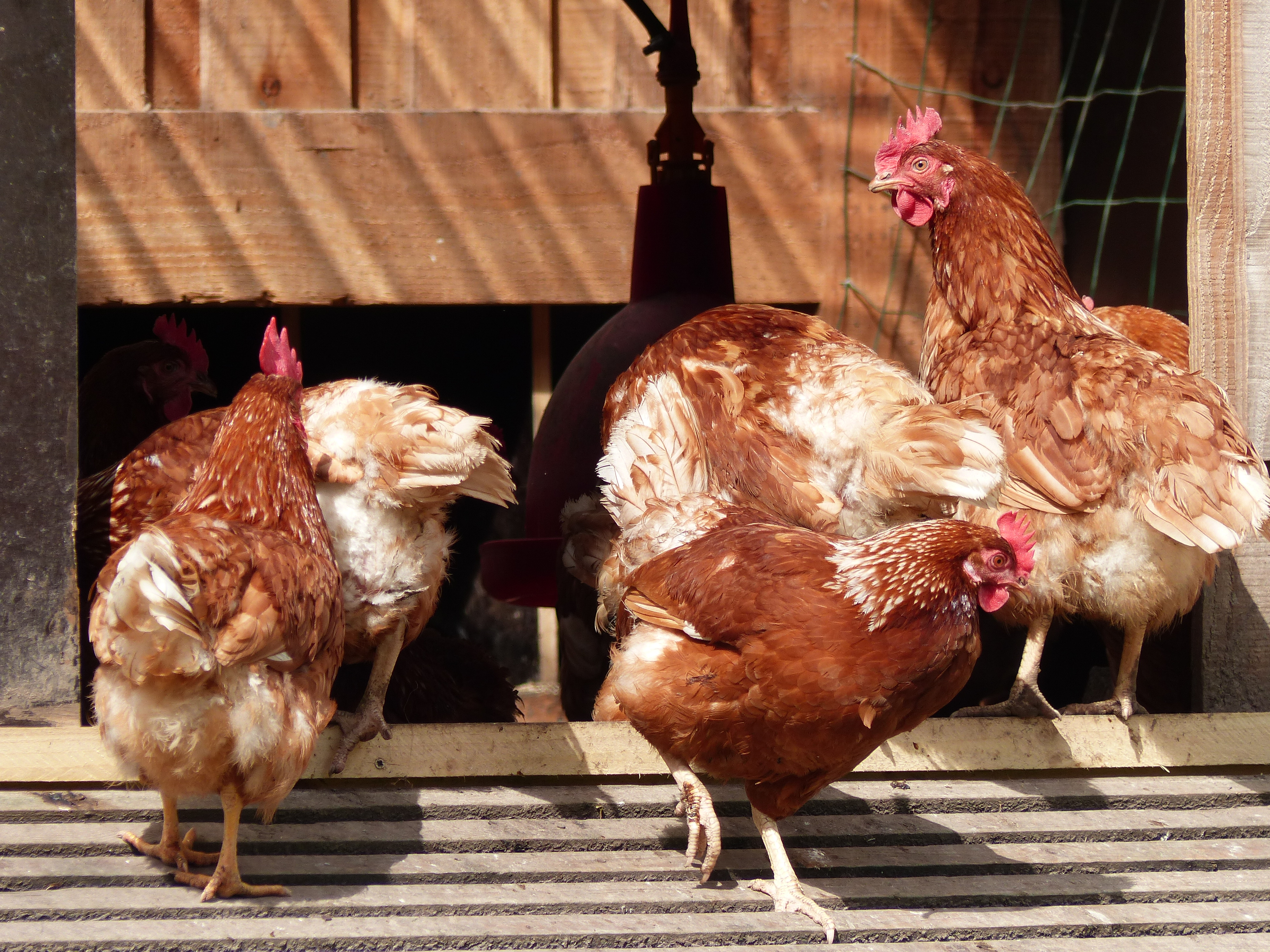
Poules pondeuses en bio dans une ferme à Bailleul-Neuville en Normandie.

Une poule pondeuse est une femelle Gallus gallus domesticus élevée dans le but de produire des œufs utilisés dans l'alimentation humaine. L'élevage de poules pondeuses peut s'effectuer de façon familiale ou fermière, semi-industrielle ou industrielle. Les races de poules pondeuses sont nombreuses et variées. La gestion de cet élevage demande des installations et connaissances minimales afin d'optimiser l'alimentation et le lieu de vie de la poule.

## Gestion

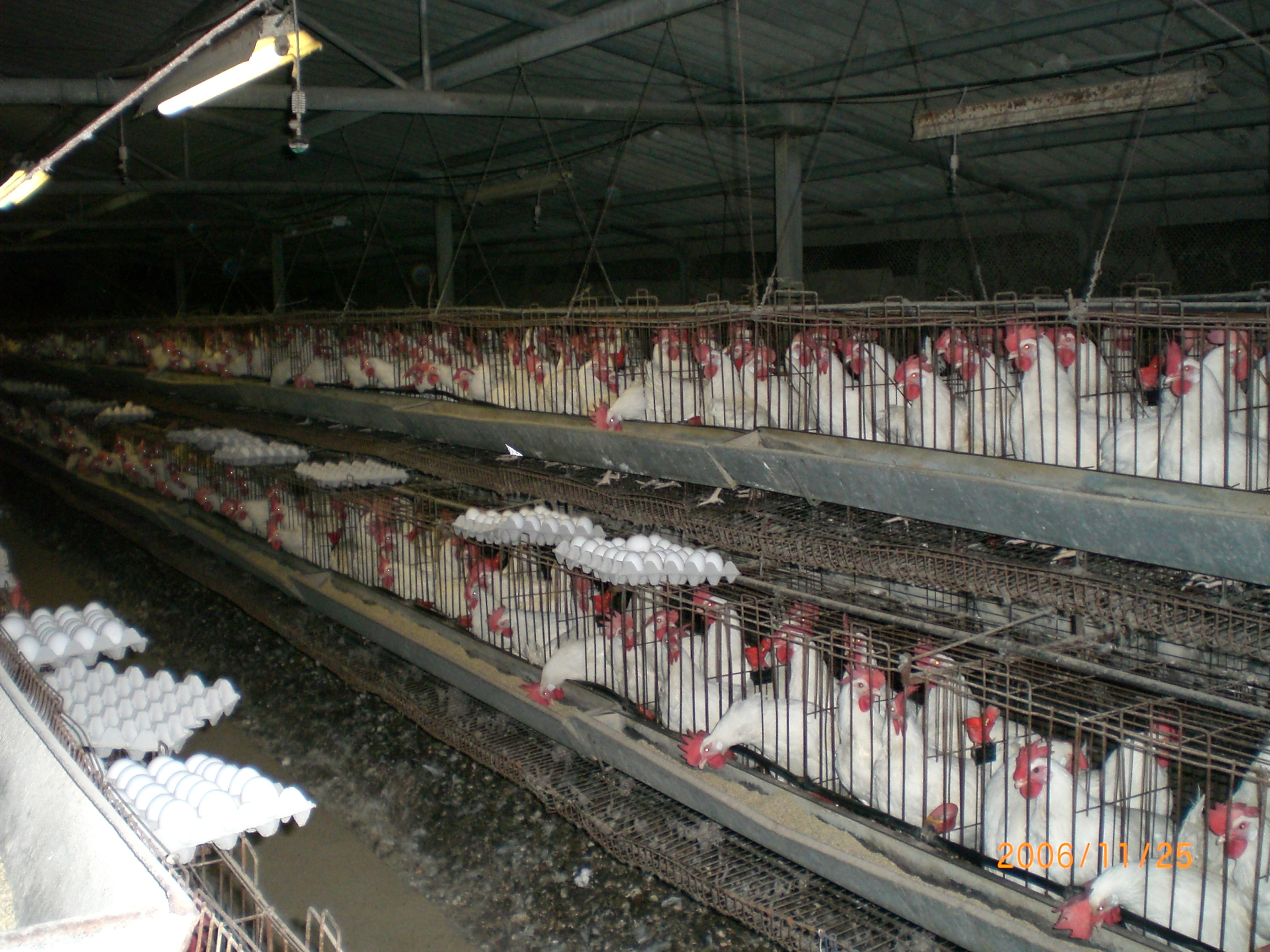
Élevage de poules pondeuses en batterie.

La vie d'une poule pondeuse se divise généralement en trois phases : la phase de croissance et d'élevage, durant laquelle la poulette atteint le stade de croissance requis pour pondre des œufs ; la phase de ponte proprement dite ; enfin la réforme, qui survient lorsque la productivité de la poule diminue. Il existe différents modes d'élevage de poules pondeuses. Les élevages intensifs utilisent souvent des batteries de cages qui induisent une forte concentration d'animaux et peu de respect de leur bien-être. Les élevages amateurs peuvent adopter différents systèmes.

### Alimentation
Les apports alimentaires des poules pondeuses sont optimisés en fonction du stade physiologique, de l'objectif de performance de ponte, et des conditions environnementales extérieures. Un élevage biologique impose ainsi une alimentation entièrement composée de végétaux, minéraux et vitamines dont 95% d'aliments issus de l'agriculture biologique. Les autres types d'élevages ne suivent pas de réglementation spécifique.

### Couvaison et découvaison
Dans les élevages familiaux et amateurs et chez les souches de poules non-sélectionnées sur leur aptitude à ne pas couver, les poules pondeuses peuvent entrer en période de couvaison sur des œufs non fécondés une à deux fois par an. Ce phénomène naturel entraîne une perte de poids et de forces, ainsi que de l'agressivité chez la poule, qui cherche à défendre son nid contre les intrus. Il est alors nécessaire de la forcer à « découver ». Plusieurs méthodes existent, mais certains conseils pseudo-scientifiques (usage d'aspirine, trempage dans l'eau froide) sont néfastes.

### Réglementations
La réglementation quant à l'espace minimal obligatoire par poule pondeuse a évolué en Europe, en particulier depuis les années 1970. En 1986, une surface minimale de 400 cm2 par poule était demandée en France. En 1983, la communauté économique européenne a demandé un minimum de 450 cm2 dans tous ses pays membres. Dans l'Union Européenne, elle impose un marquage sur chaque œuf : un chiffre (0, 1, 2 ou 3) correspondant au mode d'élevage, un code ISO indiquant l'État membre, un code localisant l'élevage (3 lettres pour le site d'élevage suivies de 2 chiffres pour le bâtiment).

#### Modes d'élevage
Le mode d'élevage peut être en cage (signalé par un code 3 dans la réglementation européenne), au sol (signalé par un 2), en plein air (1) ou biologique (0). La réglementation varie selon le mode. Ainsi, dans un élevage en cage, le nombre maximal imposé de poules par mètre carré est 16, un élevage au sol  en autorise jusqu'à 9. Les poules sont élevées en claustration et, excepté dans un élevage biologique, peuvent être réparties sur plusieurs niveaux (jusqu'à 4 niveaux). La réglementation d'un élevage biologique en impose 6 et exige un accès au plein air lors d'au moins un tiers de la vie des poules. De plus, c'est le seul mode d'élevage dont l'alimentation des poules est réglementée. Cependant, des pratiques comme le broyage des poussins, l'épointage du bec (sans anesthésie) et la réforme précoce ont lieu dans des élevages même biologiques. La réforme intervient en effet après un an de ponte, les poules sont alors abattues.
L'élevage bio se développe : il ne représentait que 4,3% des poules en 2009, et atteint 17% en 2019. Un poule pondeuse bio doit disposer de 1 667 cm2, contre 750 pour une poule en cage ; une poule en cage ne sort jamais, mais une poule bio doit avoir un accès à l'extérieur, avec 4 m2 à sa disposition, et pas plus de 490 d'entre elles par hectare. La taille des élevages bio n'est pas limitée. Toutefois les poules bio vivent en moyenne moins longtemps que les poules en cage : les premières sont « réformées » au bout de 70 semaines en moyenne, alors que les secondes le sont au bout de 80, parce que les poules bio sont plus sujettes à des accidents lors de leur parcours extérieurs.

### Réforme
Un âge minimal de réforme est imposé dans l'Union Européenne : 35 jours pour un élevage en cage, 56 jours pour un élevage au sol, 81 jours pour un élevage en plein air, biologique ou non, par souci de rentabilité, alors que l'espérance de vie moyenne d'une poule est de 8 ans.